# كاميل بياتكوفسكي
كاميل بياتكوفسكي (مواليد 21 يونيو 2000) هو لاعب كرة قدم بولندي يلعب كمدافع في نادي ريد بل سالزبورغ ومنتخب بولندا.

## وصلات خارجية
- كاميل بياتكوفسكي على موقع الاتحاد الدولي (مؤرشف)  (الإنجليزية)
- كاميل بياتكوفسكي على موقع الاتحاد الأوربي (الإنجليزية)
- كاميل بياتكوفسكي على موقع اتحاد تركيا (لاعب) (الإنجليزية)
- كاميل بياتكوفسكي على موقع قاعدة بيانات كرة القدم.إي يو (الإنجليزية)
- كاميل بياتكوفسكي على موقع ليكيب (الفرنسية)
- كاميل بياتكوفسكي على موقع ناشيونال فوتبول تيمز (الإنجليزية)
- كاميل بياتكوفسكي على موقع عالم كرة القدم.نت (الإنجليزية)